# Magyarnándor
Magyarnándor è un comune dell'Ungheria di 1.205 abitanti (dati 2001). È situato nella contea di Nógrád.